# گل مغربی آمریکای جنوبی
اوئنترا پابنسنس (نام علمی: Oenothera pubescens) نام یک گونه از سرده گل مغربی است.